# Jack Mosley
Jack Mosley ist ein US-amerikanischer Boxtrainer- und -manager und der Vater von Shane Mosley. Er trainierte seinen Sohn Shane Mosley von Anfang seiner Karriere bis 2004, von 2006 bis 2008 und ist seit 2013 dessen Trainer. Shane Mosley wurde dazwischen von Joe Goossen (2004), John David Jackson (2005–2006) und Nazim Richardson (2009–2012) trainiert. Zudem ist Mosley der bisher einzige Manager von seinem Sohn.
Im Jahre 1998 wurde Jack Mosley von der Boxing Writers Association of America (BWAA) mit dem Eddie Futch Award zum "Welttrainer des Jahres" gewählt.